# Leila K
Leila K, pseudonimo di Laila El Khalifi (Göteborg, 6 settembre 1971), è una cantante e musicista svedese.
Nel 2016 è stata inserita nella Swedish Music Hall of Fame.

## Biografia

### La collaborazione con Rob'n'Raz
Leila K è di origine marocchina. Con il nome d'arte Ms Melodie, nel 1989 è arrivata seconda nel talent show Rap SM. Rob'n'Raz, che era nella giuria, ha apprezzato il suo rap dallo stile crudo e sfacciato e le ha offerto di partecipare a una delle sue canzoni, che aveva già scritto ma per cui non aveva un cantante. Per evitare confusione con una rapper statunitense dal nome d'arte simile, il nome è stato cambiato in Leila K.
Il singolo Got to Get, uscito nell'estate del 1989, ha avuto grande successo in Svezia e Regno Unito, e poi in tutta Europa e anche negli Stati Uniti. Leila K. è passata così da fattorina a star del rap internazionale. Successivamente sono arrivati i singoli Rok the Nation e Just Tell Me dall'album Rob'n'Raz feat. Leila K. Leila K. ha anche rappato nella canzone Hello Afrika di Dr. Alban.
Durante il tour con Rob'n'Raz, non sopportando più la pressione eccessiva, ha rifiutato di esibirsi durante un concerto, fuggendo a Maiorca e Ibiza, cosa che ha destato grande scalpore sui giornali scandalistici.  Da lì, la collaborazione con Rob'n'Raz si è interrotta. In una successiva intervista, Leila K. ha dichiarato che il suo medico le aveva consigliato di smettere di lavorare a causa dei crescenti problemi di asma, e che aveva bisogno di far riposare le corde vocali in un clima secco.
Nel 1991 è uscito il singolo Time, prodotto da Jam Lab e Soul Top.

### La collaborazione con Cheiron
La cover del classico punk di Plastic Bertrand Ça plane pour moi e la hit dance Open Sesame, entrambe prodotte da Denniz Pop, sono uscite nel 1993. Nell'autunno dello stesso anno è uscito anche l'album Carousel, il primo prodotto da Max Martin. Il disco è arrivato alla trentesima posizione nella classifica degli album svedesi.
Nel 1995 ha realizzato la canzone Electric, che è salita al numero 8 nella classifica dei singoli svedesi.

### Il declino
Il declino nella carriera di Leila K è iniziato negli anni '90, in cui è rimasta senza casa. La cantante ha avuto problemi di alcol ed è anche stata in prigione. Nel 1998 il regista freelance Göran Olsson ha realizzato un documentario sulla sua vita, Fuck you, Fuck you very much, in cui ha affrontato, tra le altre cose, i conflitti di Leila K. con il giornale Aftonbladet. Nel film, è apparsa anche l'artista Dilba criticata da Leila K per aver vinto un Grammy nel 1996. Leila K. aveva dichiarato che "voleva picchiare Dilba" e che Dilba rendeva triste la gente mentre la sua canzone dava energia alla folla. Il film è andato in onda nel 1999 su Sveriges Television.
Nel 2001 è stata intervistata per il libro Mikrofonkåt di Fredrik Strage. Lì, Leila K è ritratta come una persona confusa che non ha il controllo della propria vita. Nel libro, Strage ha scritto che, durante l'intervista, Leila K lo ha accusato di averle rubato dei soldi.
Nel 2003 il quotidiano Expressen ha pubblicato un articolo sulla sua situazione. Leila K. ha raccontato al giornalista Magnus Hellberg che, per sopravvivere, era costretta a rubare il cibo. Ha anche spiegato di aver cambiato il suo nome d'arte in Samira.
In seguito all'articolo, le sue ex etichette discografiche si sono unite per realizzare una compilation in modo da aiutarla finanziariamente, ma questo ha portato ad accuse di averla derubata dei suoi diritti d'autore.

### Il ritorno e l'incidente del 2007
Il 13 giugno 2007 è tornata spontaneamente sulle scene per l'uscita del libro Bögjävlar a Stoccolma cantando due vecchie canzoni.  Il 15 giugno 2007 è stata investita da un'auto a un semaforo nel centro di Stoccolma ed è stata portata all'ospedale St. Göran con ferite lievi.

### Il ritorno nel 2011
Il 30 maggio 2011, è uscito il singolo Legendary di Petter Wallenberg, con la collaborazione di Leila K.  In concomitanza con l'uscita dell'album, Leila K ha anche suonato in segreto con i Legendary al club Mums Mums a Stoccolma.

### La storia di Leila K
Nel 2013 è uscito il libro Storia di Leila K, di Petter Wallenberg, pubblicato dalla casa editrice Lind & Co. Il libro contiene interviste, storia della musica e reportage sulla vita da senzatetto di Leila K a Stoccolma.

### Il ritorno nel 2015
Nel giugno 2015 si è esibita di nuovo insieme a Rob'n'Raz ai Denniz Pop Awards di Stoccolma.

### Il ritorno nel 2023
Leila K si è esibita insieme a Jessica Folcker al gala QX 2023 .

## Vita privata
La famiglia di Leila K non ha mai accettato la sua scelta di diventare un'artista musicale, portandola ad una dolorosa rottura. Sulla copertina di una dei suoi album si legge "Scusami papà" in arabo, come gesto di riconciliazione.

## Discografia

### Album
| Rob'n'Raz feat Leila K                                                                       | - Data di uscita: maggio 1990 - Etichetta: Telegram Records Stoccolma - Formato: CD, LP | 27 | — | —  | 81 | 30 | 14 |
| Carousel                                                                                     | - Data di uscita: settembre 1993 - Etichetta: Urban Records - Formato: CD               | 10 | — | 30 | 89 | 32 | 30 |
| Manic Panic                                                                                  | - Data di uscita: giugno 1996 - Etichetta: Mega Records - Formato: CD                   | —  | 4 | —  | —  | —  | 17 |
| Greatest tracks                                                                              | - Data di uscita: maggio 2003 - Etichetta: Bonnier Music Sweden - Formato: CD           | —  | — | —  | —  | —  | 40 |
| "—" significa che il record non è stato classificato o non è stato pubblicato in quel paese. |                                                                                         |    |   |    |    |    |    |

### Singoli
| 1989                                                                                           | Got to Get        | 3  | — | 3  | 14 | 2  | 4 | 3  | 10 | 8  | - Svezia: disco d'oro | Rob'n'Raz feat Leila K |
| 1990                                                                                           | Rok the Nation    | —  | — | 21 | 21 | 16 | — | 13 | 3  | 41 | - Svezia: disco d'oro | Rob'n'Raz feat Leila K |
| 1990                                                                                           | Just Tell Me      | —  | — | —  | —  | —  | — | —  | —  | —  |                       | Rob'n'Raz feat Leila K |
| 1990                                                                                           | It Feels So Right | —  | — | —  | —  | —  | — | —  | —  | —  |                       | Rob'n'Raz feat Leila K |
| 1991                                                                                           | Time              | —  | — | —  | —  | —  | — | —  | —  | —  |                       | Enstaka singlar        |
| 1991                                                                                           | Magic Ball        | —  | — | —  | —  | —  | — | —  | 30 | —  |                       | Enstaka singlar        |
| 1992                                                                                           | Open Sesame       | 5  | — | 5  | 13 | 2  | — | 4  | 21 | 23 |                       | Carousel               |
| 1993                                                                                           | Ça plane pour moi | 8  | — | 13 | —  | 24 | — | 17 | 25 | 69 |                       | Carousel               |
| 1993                                                                                           | Slow Motion       | 26 | — | 37 | —  | —  | — | —  | 27 | —  |                       | Carousel               |
| 1993                                                                                           | Close Your Eyes   | —  | — | —  | —  | —  | — | —  | —  | —  |                       | Carousel               |
| 1995                                                                                           | Electric          | —  | 2 | 61 | —  | —  | — | —  | 8  | —  |                       | Manic Panic            |
| 1996                                                                                           | C'Mon Now         | —  | 3 | —  | —  | —  | — | —  | 21 | —  |                       | Manic Panic            |
| 1996                                                                                           | Rude Boy          | —  | 8 | —  | —  | —  | — | —  | 29 | —  |                       | Manic Panic            |
| 1996                                                                                           | Blacklisted       | —  | — | —  | —  | —  | — | —  | —  | —  |                       | Manic Panic            |
| 1996                                                                                           | Party Police      | —  | — | —  | —  | —  | — | —  | —  | —  |                       | Enstaka singel         |
| "—" significa che il disco non è entrato in classifica o non è stato pubblicato in quel paese. |                   |    |   |    |    |    |   |    |    |    |                       |                        |